# سبنسر أ. بيز
سبنسر أ. بيز هو صحفي وسياسي أمريكي، ولد في 24 فبراير 1817، وتوفي في 19 ديسمبر 1889. انتخب عضو جمعية ولاية ويسكونسن ‏.